# Parectromoidella holbeini
Parectromoidella holbeini är en stekelart som först beskrevs av Girault 1923.  Parectromoidella holbeini ingår i släktet Parectromoidella och familjen sköldlussteklar. Inga underarter finns listade i Catalogue of Life.